# Guillaume Kergourlay
Guillaume Kergourlay, né à Kernéel dans le pays d'Elliant le 23 décembre 1926 et mort le 8 novembre 2014, est un auteur dramatique et écrivain breton.

## Biographie
Il découvre le théâtre en s’engageant dans le mouvement des JAC (Jeunesse agricole chrétienne) à l’issue de la seconde guerre mondiale. Il devient président départemental du Finistère de 1948 à 1950. On lui confie l’organisation scénique du grand rassemblement de Paris en mai 1950. Piqué par la mouche du théâtre et de la mise en scène, il se forme à Paris avant de rejoindre Jacques Fornier à Beaune pour fonder le théâtre de Bourgogne. C’est là qu’il crée sa première pièce « Les deux ogres ou le coup de soleil » en 1958. Il conjugue par la suite les métiers d'auteur, de metteur en scène et de comédien avant d'animer plusieurs centres dramatiques : Maison de la culture de Grenoble, de Rennes et de Saint-Quentin-en-Yvelines, dont il est directeur. Auteur d’une douzaine de pièces de théâtre, il est joué régulièrement à travers toute la France et dans sa région natale ou plusieurs de ses pièces sont adaptées en breton par le théâtre Penn-ar-bed de Brest. Retiré en Bourgogne en 1994, il décrit son enfance bretonne sous le titre « Le pays des vivants et des morts » en 2001 et publie divers recueil de poèmes. Décédé en novembre 2014, son roman posthume "Une rose dans les ténèbres" écrit avec sa femme Nina Vidrovitch a été publié en octobre 2018.

## Œuvres théâtrales
- Les deux ogres ou le coup de soleil, Création Théâtre de Bourgogne 1958. Mise en scène Jacques Fornier.
- Credo Sauvage, Festival de Céret 1966 Mise en scène Alberto Rody, Diffusion sur France Culture 1975.
- Moi, Superman !, comédie des Alpes, Maison de la culture de Grenoble 1968. Mise en scène Henry-Paul Doray.
- Tard dans la nuit, Comédie des Alpes, Maison de la culture de Grenoble 1970, Mise en scène Alberto Rody, Diffusion sur France Culture en 1974.
- Mort aux enchères, Diffusion sur France Culture 1973.
- La chasse présidentielle, Centre dramatique de l’ouest. Maison de la culture de Rennes 1975, Mise en scène Georges Goubert.
- Bitéklé ou la cinquantième auberge (version française et bretonne), Théâtre Penn-ar-Bed de Brest 1978, Mise en scène de l’auteur.
- Dahud, fille de Gradlon, Théâtre Penn-ar-bed de Brest 1981.
- Et pour finir l’Irlande !, Théâtre Penn-ar-bed de Brest 1992, Mise en scène Bernard Lotti.
- Clown-roi, Lecture publique au festival d’Avignon 1996.
- Ulysse au pays des Merveilles, Lecture publique par le théâtre de Saöne-et-Loire.

## Publications
- Moi, Superman, Saint-Laurent-du-Pont (38), Éditions Aimée et Marc Pessin, 1968.
- La Chasse Présidentielle, Paris, éd. Stock. 1973.
- Bitekle, Revue Brud Nevez no 22, Brest, éd. Emgleo Breiz, ISSN 0399-7014. (Version bilingue en ligne)
- Dahud, Revue Brud Nevez, no 48-49, Brest, éd. Emgleo Breiz, ISSN 0399-7014.(Version bretonne en ligne)
- 'Benn warhoaz vo deiz c'hoaz, Brest, éd. Emgleo Breiz,  (ISBN 2-86775-092-X).
- La peste d’Elliant Rhapsodie macabre, éd. Association Kerdevot 1989, (ISBN 2-9503741-1-5).
- Le Pays des vivants et des morts, Plougastel-Daoulas, éd. An Here, 2001.  (ISBN 2-86843-239-5).
- Nouvelles de l’au-delà, Brest, éd. Emgleo Breiz, 2009,  (ISBN 978-2-911210-89-1).

- Poèmes et Sônes / Barzonegou ha soniou, Brest, éd. Emgleo Breiz, 2013,  (ISBN 978-2-35974-075-2).

- Une rose dans les ténèbres, Roman, Gourin, éd. des Montagnes Noires, 2018,  (ISBN 9791097073329).